# 孙桂玲
孙桂玲（1963年—），山东蓬莱人，汉族，中华人民共和国政治人物、第十一届全国人民代表大会黑龙江地区代表。
毕业于中国政法大学国际法专业。加入九三学社。担任哈尔滨市律师协会副会长。2008年起担任全国人大代表。